# David Shore
David Shore (London, 3 de julho de 1959) é um roteirista, produtor de televisão e ex-advogado canadense. Ele é conhecido por trabalhar nas séries de televisão Family Law, NYPD Blue e Due South. Ele também é o criador da série House, M.D. e The Good Doctor (2017).